# Сутора чорноборода
Суто́ра чорноборода (Psittiparus gularis) — вид горобцеподібних птахів родини суторових (Paradoxornithidae). Мешкає в Гімалаях і Південно-Східній Азії.

## Опис
Довжина птаха становить 18-21 см. Голова світло-сіра, лоб чорний, над очима довгі чорні "брови". Обличчя і щоки білі, горло чорне. Верхня частина тіла коричнювата, нижня частина тіла білувата. Дзьоб короткий, міцний, вигнутий, жовтувато-оранжевий, лапи сіруваті.

## Підвиди
Виділяють шість підвидів:
- P. g. gularis (Gray, GR, 1845) — східні Гімалаї (від Сіккіму до Бутану і північного Ассаму);
- P. g. transfluvialis (Hartert, E, 1900) — Північно-Східна Індія (на південь від Брахмапутри), північна і східна М'янма, північно-західний Таїланд і південно-західний Китай;
- P. g. rasus Stresemann, 1940 — західна М'янма (гори Чин);
- P. g. laotianus Delacour, 1926 — східна М'янма, північний Таїланд, північний Лаос і північно-західний В'єтнам;
- P. g. fokiensis (David, A, 1874) — південний і південно-східний Китай (на південь від Янцзи);
- P. g. hainanus Rothschild, 1903 — острів Хайнань.

## Поширення і екологія
Чорнобороді сутори мекають в Індії, Бутані, М'янмі, Китаї, Таїланді, Лаосі і В'єтнамі. Вони живуть у вологих гірських і рівнинних тропічних лісах та у високогірних чагарникових і бамбукових заростях. Зустрічаються зграйками по 6-8 птахів, на висоті від 450 до 2100 м над рівнем моря. Живляться переважно насінням і бруньками, а також комахами та їх личинками.